# Speciale per me, ovvero meno siamo meglio stiamo
Speciale per me, ovvero meno siamo meglio stiamo è stato un programma televisivo italiano condotto da Renzo Arbore e andato in onda nel 2005 in seconda serata su RaiUno. 
La trasmissione è andata in onda ogni sabato notte per diciassette puntate, dal 23 gennaio al 4 giugno 2005, riscuotendo un grande successo di pubblico, con una media del 26% di share. Inizialmente le puntate previste infatti erano quattro, ma sono state successivamente aumentate a seguito del successo della trasmissione.
Protagonisti della trasmissione, oltre a Renzo Arbore, Antonio Stornaiolo e il cast fisso della Premiata Arboristeria: Marisa Laurito, Michele Mirabella, Rosaria De Cicco, Dario Salvatori e Cesare Gigli.
In questo programma Arbore riproponeva il meglio dello spettacolo del passato, alternato a spazi dedicati a comicità, musica ed interviste agli ospiti.
Dopo la messa in onda delle prime puntate Arbore polemizzò fortemente con Fabrizio Del Noce, minacciando di abbandonare il programma e di fare causa, per via del fatto che la trasmissione, piuttosto di cominciare nell'orario previsto dal palinsesto (alle 23:40 circa), in realtà cominciava sempre dopo mezzanotte, a causa dello sforamento della trasmissione in prima serata che lo precedeva, Ballando con le stelle.
Le repliche con il montaggio degli spezzoni tratti dal meglio delle puntate di Speciale per me sono andate in onda su RaiDue in seconda serata nel giugno 2006 e in orario notturno nel marzo 2015 con il titolo a A Gentile Richiesta Ovvero Speciale Per Me: Meno Siamo Meglio Stiamo, nonché su RaiUno in sei puntate a partire dal 21 luglio 2012 con il titolo Speciale per me souvenir: Meno siamo meglio stiamo.